# Língua kapong
Kapóng é uma língua  Caribe falada principalmente na Guiana, mais comumente na região do Alto  Mazaruni. Embora muitos falantes não vivam em aldeias, há vários centros populacionais, notadamente Kamarang, Jawalla, Waramadong e Kako. Existem dois dialetos, Akawaio e Patamona dos povos de mesmo nome
O nome Macushi do idioma é  Ingarikó

## Fonologia

### Consoantes
|             |             | Bilabial | Alveolar | Palatal | Velar |
| ----------- | ----------- | -------- | -------- | ------- | ----- |
| Oclusiva    | surda       | p        | t        |         | k     |
| Oclusiva    | sonora      | b        | d        |         | g     |
| Fricativa   | surda       |          | s        |         |       |
| Fricativa   | sonora      |          | z        |         |       |
| Nasal       | Nasal       | m        | n        |         |       |
| Aproximante | Aproximante |          |          | j       | w     |
| Vibrante    | Vibrante    |          | ɾ        |         |       |

Os alofones de / k s n / são / ʔ tʃ ŋ /, bem como os alofones de / z / sendo / ʃ ʒ dʒ /.

### Vogais
|             | Anterior | Central | Posterior |
| ----------- | -------- | ------- | --------- |
| Aberta      | i        | ɨ       | u         |
| Meio aberta | e        | ʌ       | o         |
| Aberta      |          | a       |           |

## História
As tribos caribenhas praticam um sistema de crenças indígenas, que remonta ao século XVI. Não foi até o século XIX que foram feitas tentativas para compreender as crenças e práticas desta tribo. Muito da linguagem kapóng se refere à adoração e aos espíritos do sol, o que reflete o sistema de crenças dessas tribos de língua caribenha. A literatura também descobriu a crença em um ser mais elevado no céu entre as tribos caribenhos da Guiana.

## Geografia
A língua Kapóng é falada nas planícies tropicais da América do Sul, particularmente nos países da Guiana, Brasil e Venezuela.
Na Guiana, o kapóng é falado nas florestas da bacia do rio Mazaruni. Em 2013, uma pesquisa do Banco Interamericano de Desenvolvimento identificou 20% de fluência entre Akawaio, que foi a maior taxa de fluência entre todos  os grupos indígenas na Guiana]] amostrados. No entanto, nenhuma língua indígena era usada pelo povo guianense Patamona na pesquisa.
O número de falantes no Brasil é de cerca de 10 mil, e a transmissão de idiomas no Brasil é considerada de boa reputação. Palestrantes do Brasil são encontrados na Terra Indígena da Raposa em Roraima.
Na Venezuela, Kapóng é falado nos estados de Bolívar e Monagas.

## Daletos
Kapóng tem três dialetos, que são:
- Akawaio (Akawayo)
- Ingarikó (Ingaricó)
- Patamona

## Escrita
O alfabeto latino usado pelo Kapong não usa as letras F, L, V, W, Y. Usam-se C e H somente em Ch. H usa-se em Hu e Zh, Q usa-se somente em Qu.
As 5 vogais podem aparecer também duplicadas ou com trema.
Usam-se as formas ‘/?, K/S/Qu, Kw/Qu, Ñ, Ng, Sh, W ou Hu, Zh ou Tt

## Vocabulário
Muito da língua kapóng enfatiza um espírito / deus superior no céu, e isso se reflete no vocabulário desta língua.
- Kapóng  = Pessoas do Céu
- akwalo  = o espírito
- akwa  = lugar de Deus
- Waica  = guerreiro
- Taemogoli  = avô
- Kapo  = no céu
- Iopotari akuru  = espírito chefe

## Morfologia
yamok  (aemvk) é uma desinência usada para tornar as palavras no plural. (i.e.) Adicionar  yamok  a "Kapong" torna "Kapong" plural;  Kapong yamok .
-  da  é um marcador usado para marcar a posse. (ou seja)  kaata  = livro;  da kaata  =  meu  livro.
A ordem preferida das palavras  de Kapóng é Sujeito-objeto-verbo, por exemplo:
| Walawokyamàkuya           | molok | yachi |
| ------------------------- | ----- | ----- |
| meninos (plural) peixe    | pegar |       |
| "Os meninos pegam peixes" |       |       |

No entanto, a ordem das palavras é flexível e há casos em que o objeto precede o sujeito nas frases. Como: 

barco

| Kanau                       | ikuurabök | mang |
| --------------------------- | --------- | ---- |
| ele remando                 | é         |      |
| "Ele está remando no barco" |           |      |

Não há distinções de gênero encontradas em Kapóng, pois não há diferenças nos sistemas de pronomes pessoais e afixos para indicar os gêneros dos substantivos.
Símiles são freqüentemente usados na escrita, já que muitas palavras nesta língua permitem que isso ocorra. Por meio do uso de sufixos, muitas palavras podem ser convertidas em símiles. Os exemplos são os seguintes:
- -kasa = 'como' (explicativo
- -walai = 'similar a'

## Amostra de texto
Genesis 1:1-3
Totsaróra eweybiarreká pey Makonáima wia kah kábopu, nohn nerra. Mora-atai nohn unkónegábutze iwéyipu, ahre bura nerra, sídupon wéyjipu ikobái póropo: Makonáíma Yakwarri otoupu tona poropohru. Makonáima wia, Ahkwa weyjima, tahpu: morai yow ahkwa weyjipu.
Português
No início, Deus criou o céu e a terra. A terra estava sem forma e vazia, e a escuridão cobriu as águas profundas. O espírito de Deus pairava sobre a água. Então Deus disse: "Haja luz!" Portanto, havia luz.